# Christmas Miracle
Pour plus de détails, voir Fiche technique et Distribution.
Christmas Miracle est un film de Noël canadien familial de Noël sorti en 2012. D'une durée de 92 minutes, il est réalisé par Terry Ingram.

## Synopsis
La veille de Noël, huit personnes se retrouvent forcés à rester dans une église à la suite d'une tempête de neige. Ce temps passé dans l'église  leur permettra de réfléchir sur leurs vies et les problèmes que chacun a.

## Fiche technique
Sauf indication contraire, les informations mentionnées dans cette section peuvent être confirmées par la base de données cinématographiques IMDb,  présente dans la section « Liens externes ».
- Titre original : Christmas Miracle
- Réalisation : Terry Ingram
- Scénario : Joseph Nasser
- Production : Jack Nasser, Thomas Kinkade (producteur exécutif), Joseph Nasser (producteur exécutif) et Peter Webber (producteur exécutif)
- Musique : Jim Guttridge et Sean Hosein
- Photographie : Ron Stannett
- Montage : Garry M.B. Smith
- Décors: La Vonne Girard
- Costumes : Zohra Shahalimi
- Sociétés de production : Nasser Group, North
- Distribution : Cinedigm (en) (États-Unis), Daro Film Distribution (reste du monde), Gaiam Vivendi Entertainment (en) (États-Unis), New KSM (Allemagne), RTL Entertainment (Pays-Bas) et Studio City Pictures (reste du monde)
- Budget : environ 4 000 000 $ (USD)
- Box Office : Inconnu
- Pays d'origine :  Canada
- Langue originale : anglais
- Genre : Familial, drame
- Durée : 92 minutes
- Date de sortie :
  - États-Unis et Canada : 12 octobre 2012
  - Allemagne : 4 octobre 2013 (sortie DVD)

## Distribution
- Allison Hossack : Mary Wells
- Aaron Pearl : James Mason
- Dan Payne : Joseph Wells
- Valin Shinyei (af) : Matt Wells
- Jill Morrison : Nancy
- George Canyon (en) : Darryl
- David Nykl : Drake
- Lori Triolo : Madeleine
- Randal Edwards : Nick
- Siobhan Williams : Christy
- Victoria Duffield (en) : Jennifer
- Caitlin Cromwell : Abbie

## Accueil
Les évaluateurs de Box Office Revolution lui donnent une note de 2 sur 10, notant que le film est juste mal écrit avec un jeu d'acteur très pauvre et scénario truffé d'erreurs, mais que Nasser Group avait le potentiel de rendre le film meilleur. Cependant, Ben Umnus lui donne une note de 5 sur 5, applaudissant le jeu d'acteur, en particulier celui du chanteur George Canyon, et recommandant ce film pour les Chrétiens.